# Bergens Kalvskinn
Bergens Kalvskinn, også kendt som Bjørgvin Kalvskinn (fra norrønt Bjǫrgynjar Kálfskinn), er en jordebog eller register over kirkens ejendomme i det daværende Bergen bispedømme (Dioecesis Bergensis) i midten af 1300-tallet. For eftertiden er den en uvurderlig kilde til økonomiske, ejendomsmæssige, juridiske og sociale forhold i senmiddelalderen på Vestlandet, på denne tid Norges politiske og økonomiske centrum.
Det antages, at arbejdet med jordebogen blev startet mellem 1310 og 1320 af biskop Audfinn og blev afsluttet omkring 1350-60. I middelalderen havde den katolske kirke en stor del af sin indtægt fra sine omfattende ejendomme i landet. Jordebogen som den fremstår i dag har 40 håndskrevne blade, men ud fra paginering og indholdsfortegnelse er det klart, at der mangler lidt mere end 10 blade i slutningen.
I historiske skrifter forkortes Bergen Kalvskinn gerne som B.K. eller bare BK.
Den digitale version af faksimileutgaven fra 1990 er tilgængelig på Digitalarkivet.

## Forsiden
REGISTRUM
PRÆDIORUM ET REDITUUM

AD ECCLESIAS DIOECESIS BERGENSIS SAECULO P. C. XIV.

PERTINENTUM,

VULGO DICTUM «BERGENS KALVSKIND»

({\displaystyle {\mathfrak {Bjorgynjar}}~{\mathfrak {}}~{\mathfrak {Kalffkinn}}~})

Det er gjort følgende forenklinger for å gjengi den gotiske teksten: o skal være ö, a skal være á, samt at liten y (i Björgynar) og liten k (i Kalffkinn) og er annerledes, se gjerne Digitalarkivet for «originalen».